# Людина-павук (Павітр Прабгакар)
Людина-павук (англ. Spider-Man), справжнє ім'я Павітр Прабгакар (англ. Pavitr Prabhakar) — супергерой, що з’являється в коміксах, які видає американська компанія Marvel Comics у співпраці з Gotham Entertainment. Це індійський альтернативний варіант персонажа Людина-павук, дія історії про якого відбувається у місті Мумбай, Індія.
Павітр «Пав» Прабгакар дебютував у кінематографі в анімаційному фільмі «Людина-павук: Крізь Всесвіт» (2023), де його озвучив Каран Соні в англомовній версії. У стрічці він зображений як один із членів Павучого суспільства під проводом Міґеля О'Хари. Запланована поява персонажа у сиквелі фільму — «Людина-павук: По той бік Всесвіту».

## Історія публікації
Павітр Прабгакар уперше з’явився у коміксі Spider-Man: India #1, що вийшов у січні 2005 року. Індійську версію відомого супергероя було створено компанією Marvel Comics у співпраці з Gotham Entertainment Group. Співавтором концепції виступив Дебдатта Дас.

## Вигадана біографія

### Становлення
Павітр Прабгакар — хлопець із сільської місцевості Індії, який переїжджає до Мумбая, отримавши стипендію для навчання в престижній школі. Там він стикається з цькуванням, однак знаходить підтримку в дядька та тітки, а також у новій подрузі Мірі Джайн. Одного дня Павітр отримує надлюдські здібності від стародавнього йога, який наділяє його павучими силами для боротьби зі злом. Паралельно злочинець Налін Оберой викликає демонічну силу через магічний амулет і перетворює лікаря на чотирирукого демона (аналог Доктора Восьминога). Після смерті дядька, якого Павітр не встиг врятувати, він усвідомлює, що «велика сила — це велика відповідальність», і стає героєм. Під час фінальної битви Оберой викрадає тітку Павітра та Міру, однак Павітру вдається врятувати обох. Поборовши спокусу темної сили, він знищує зв’язок між Обероєм і демонами. Місто звільняється від загрози, а Павітр починає романтичні стосунки з Мірою. Історія завершується натяком на можливе повернення зла.

### Spider-Verse
Під час подій Spider-Verse Павітр Прабгакар бився з новим ворогом, на ім'я Карн, якого спочатку прийняв за демона. Його врятувала Неперевершена Людина-павук (Доктор Восьминіг у тілі Пітера Паркера) та залучила до армії Людей-павуків. У другій частині Spider-Verse, що відбувалася під час Таємних воєн, Павітр опинився в реальності Світу битв у регіоні Арахнія, де об’єднався зі Павучихою Ґвен, Свином-павуком, Людиною-павуком Нуаром, Павуком Великої Британії та Анею Корасон, хоча жоден із них не пам’ятав попередні події. Після завершення Таємних воєн команда з шести Людей-павуків отримала назву Павутинні воїни й стала героями однойменної серії коміксів. Назву запропонував Пітер Паркер з мультсеріалу Ultimate Spider-Man під час подій оригінального Spider-Verse.

### Павукогеддон
Під час подій Павукогеддону Павітр разом із Дівчиною-павуком, Панком-павуком, Павуком Великої Британії та Майстром Ткачем спостерігає за Землею-3145. Вони виявляють, що Спадкоємці з моменту останньої появи ослабли через голод.

## Поза коміксами

### Кіно
- Павітр «Пав» Прабгакар / Індійська Людина-павук з’являється у повнометражному анімаційному фільмі «Людина-павук: Крізь Всесвіт» (2023), де його в англомовній версії озвучив Каран Соні. У цій екранізації персонаж є членом Павучого суспільства, яке очолює Міґель О’Хара, та приятелем Панка-павука та Жінки-павука. Персонаж мешкає в Мумбеттені — вигаданому індійському мегаполісі, що поєднує риси Мумбаї та Мангеттена, — і перебуває у романтичних стосунках із Ґаятрі, донькою інспектора Сінґга[13]. Його бойовий стиль натхнений індійським бойовим мистецтвом калларіпаятту[14]. В індійському дубляжі фільму роль Павітра Прабхакара озвучив відомий гравець у крикет Шубман Ґілл мовами гінді та пенджабі.
- Повернення персонажа очікується у сиквелі фільму — «Людина-павук: По той бік Всесвіту», вихід якого заплановано на 2027 рік[15].

### Відеоігри
- Павітр Прабгакар з’являється як гральний персонаж у мобільній грі Spider-Man Unlimited.
- Також персонаж доступний для гри у Marvel Strike Force[16].

## Сприйняття
Павітр Прабгакар отримав схвальні відгуки як один із найпомітніших альтернативних варіантів Людини-павука. Оглядач James Whitbrook з видання io9 поставив персонажа на 14-те місце у списку найкращих альтернативних версій Людини-павука, зазначивши, що Павітр «має багато спільного зі спадщиною класичної Людини-павука, проте, ймовірно, є найвдалішим прикладом «закордонного» варіанту, який коли-небудь створювала Marvel». Критик Раян Лінч із Screen Rant розмістив Павітра на 10-й позиції у подібному рейтингу, наголосивши, що персонаж «має кілька по-справжньому дотепних відмінностей від своїх американських аналогів, але при цьому зберігає все, що робить Людину-павука великим героєм».